# سیکولیانا
سیکولیانا (به ایتالیایی: Siculiana) یک کومونه در ایتالیا است که در استان آگریجنتو واقع شده‌است. سیکولیانا ۴۰ کیلومتر مربع مساحت و ۴٬۵۸۷ نفر جمعیت دارد و ۱۲۹ متر بالاتر از سطح دریا واقع شده‌است.